# Urgal
Az Urgal (oroszul: Ургал) folyó Oroszország ázsiai részén, a Bureja bal oldali mellékfolyója.

## Földrajz
Hossza: 164 km, vízgyűjtő területe: 3510 km².
A Burejai-hegységben ered. Kezdetén észak felé folyik, majd nagy kanyarral délnyugat felé fordul és Uszty-Urgalnál ömlik a Burejába, 409 km-re annak torkolatától.
A folyó bal partján, a torkolathoz közel fekszik Novij Urgal városi jellegű település, vasúti csomópont a Bajkál–Amur-vasútvonalon.
Az Urgal nagyobb mellékfolyója a Csegdomin, ennek partján épült az azonos nevű városi jellegű település, Csegdomin.